# Hyundai Veracruz
Hyundai Veracruz – samochód osobowy typu SUV klasy wyższej produkowany pod południowokoreańską marką Hyundai w latach 2006 – 2012.

## Historia i opis modelu

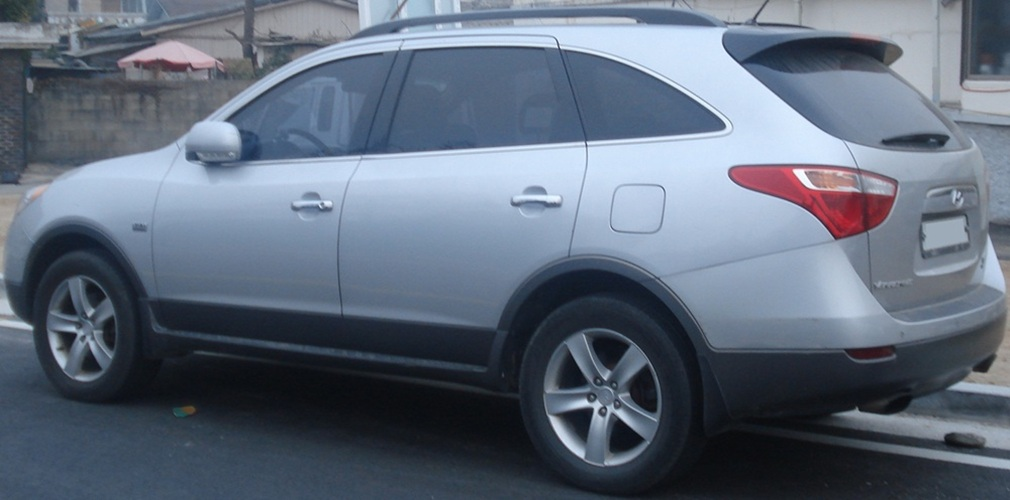
Hyundai Veracruz - tył

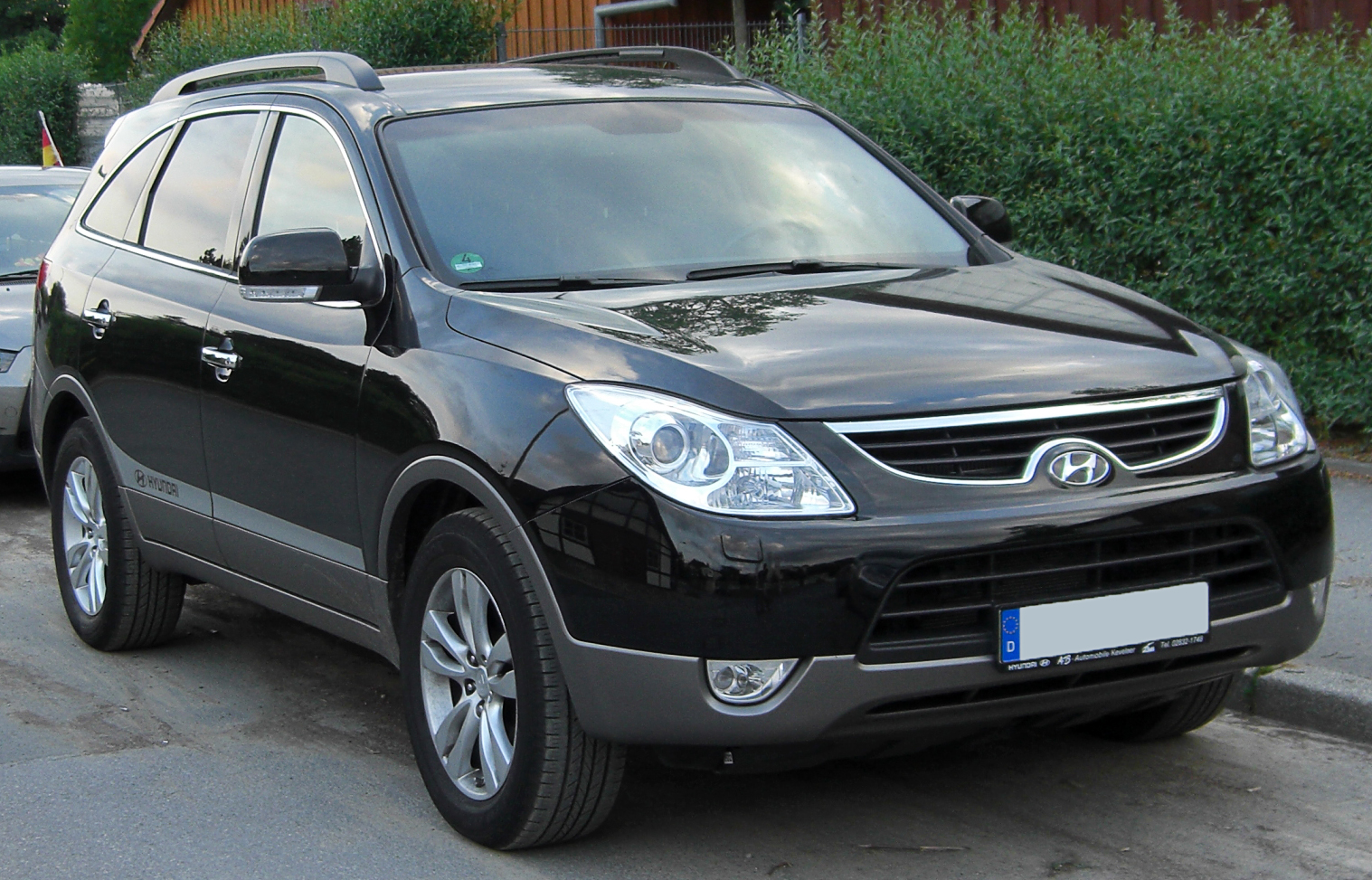
europejski Hyundai ix55

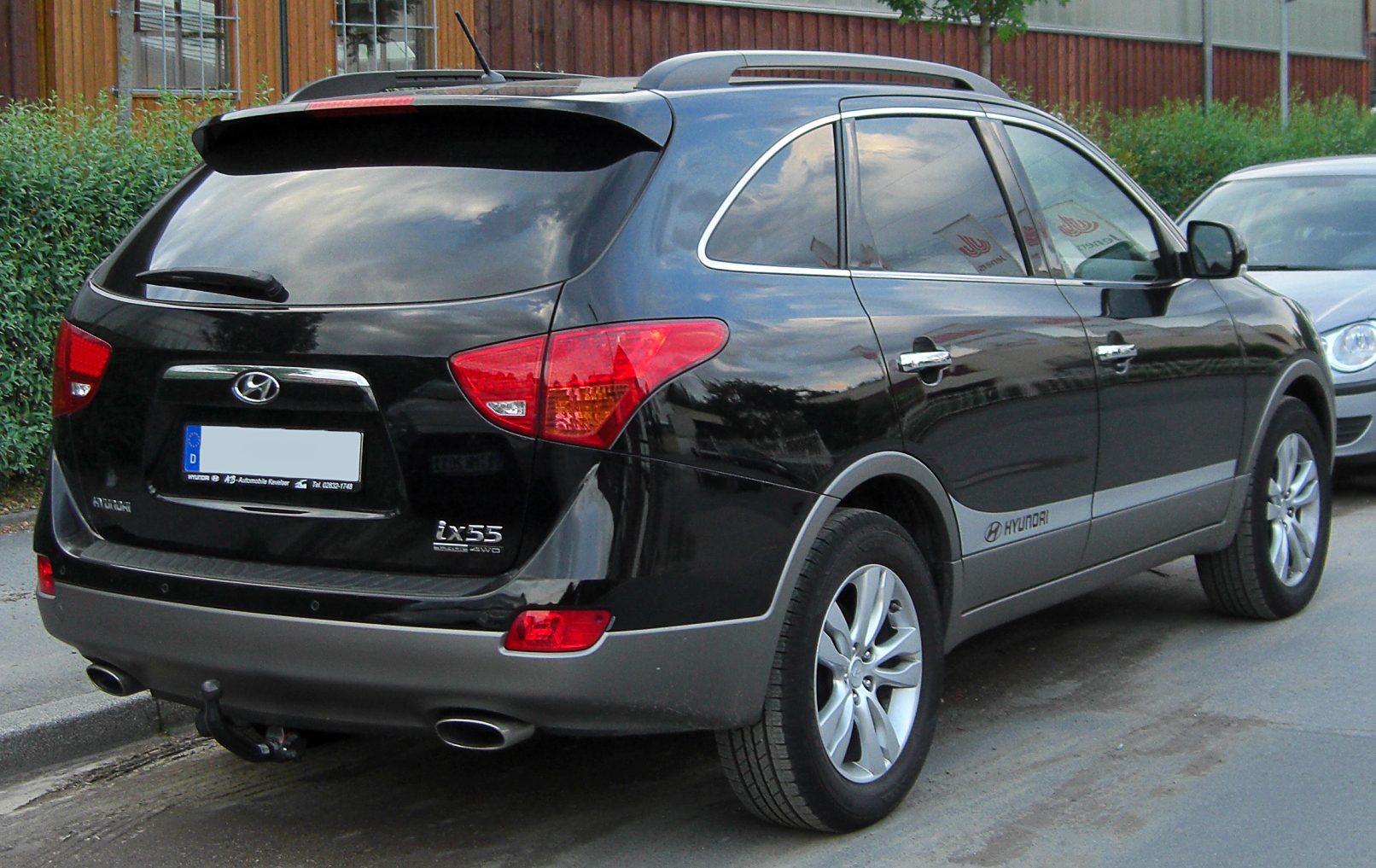
europejski Hyundai ix55 - tył

Model Veracruz został zaprezentowany po raz pierwszy podczas wystawy samochodowej w Seulu w październiku 2006 roku jako nowy, sztandarowy SUV opracowany głównie z myślą o rynku Ameryki Północnej jako odpowiedź na popularne tam japońskie modele Honda Pilot czy Toyota Highlander.
Technicznie samochód został oparty na płycie podłogowej mniejszego modelu Santa Fe, z kolei w ofercie Hyundaia zastąpił dotychczas oferowanego Terracana. W przeciwieństwie do poprzednika o bardziej terenowym charakterze, Hyundai Veracruz został pozbawiony ramy i reduktora, za to napęd jest przenoszony jest na przednią oś z tylną dołączaną automatycznie.
Standardowe wyposażenie pojazdu objęło m.in. 6 poduszek powietrznych oraz kurtyn bocznych, ABS z EBD, ESP, TCS, aktywne przednie zagłówki, pokryte zamszem siedzenia z elektryczną regulacją fotela kierowcy, radioodtwarzacz RDS z zaawansowanym zestawem audio MP3 firmy Infinity, elektryczne sterowanie szyb, elektryczne sterowanie lusterek, wielofunkcyjny komputer pokładowy, tempomat, przyciemniane szyby tylne, niebieskie podświetlenie wskaźników, dwustrefową klimatyzację automatyczną z osobną regulacją dla pasażerów siedzących z tyłu oraz regulowaną i pokrytą skórą kierownicę.

### Sprzedaż
Przez pierwsze dwa lata produkcji, Hyundai Veracruz był oferowany wyłącznie w Korei Południowej, Ameryce Północnej, a także na rynkach latynoamerykańskich. Jesienią 2008 roku Hyundai zdecydował się przedstawić także wariant dla rynków europejskich pod nazwą Hyundai ix55. Po debiucie podczas Paris Motor Show, samochód trafił do sprzedaży wiosną 2009 roku.
Jesienią 2012 roku produkcja Hyundaia Veracruza zakończyła się na rzecz następcy w postaci bliżej spokrewnionego z nową generacją Santa Fe dużego SUV-a Grand Santa Fe.

### Silniki
- V6 3.8l 260 KM
- V6 3.0l 240 KM
- V6 3.0l V6 250 KM